# Go! Vive a Tu Manera
Go! Vive a tu manera é uma série de televisão argentina de romance musical criada por Sebastián Mellino e coproduzida pelos grupos Onceloops e Kuarzo Entertainment Argentina. Sua estreia ocorreu em 22 de fevereiro de 2019 na Netflix. A história segue uma adolescente musicalmente talentosa, Mía Cáceres, que ganha uma bolsa para estudar em uma academia de prestígio, onde seu caminho para alcançar seu objetivo não será fácil, pois ela terá que enfrentar as injustiças que se interpõem entre ela e seu sonho. É protagonizada por Pilar Pascual, Renata Toscano, José Giménez Zapiola, Santiago Sáez, Axel Muñiz, Carmela Barsamián, Paulo Sánchez Lima, María José Cardozo, María José Chicar, Gastón Ricaud e Laura Azcurra. É a segunda série argentina Original da Netflix depois de Edha.
No dia 14 de março de 2019, foi confirmado que a série iria retornar para uma segunda temporada que se iniciou em 21 de junho de 2019. A série chegou a ter a sua terceira temporada confirmada no dia 19 de fevereiro de 2020, porém, em meados de agosto de 2020, os atores do elenco (incluindo a protagonista Pilar Pascual) confirmaram o cancelamento da série, um dos motivos seria o corte de custos devido à pandemia de COVID-19. Um filme spin-off intitulado Go! La fiesta inolvidable foi lançado em 15 de novembro de 2019 na Netflix.
No dia 10 de junho de 2019, foi anunciado que o elenco fará o seu primeiro show ao vivo no dia 20 de julho de 2019, no Teatro Ópera, na Argentina. Em menos de 24 horas do anúncio, o ingressos ficaram esgotados, fazendo com que abrissem mais uma seção no dia 21 de julho de 2019.

## Enredo

### 1.ª Temporada
Mía Cáceres (Pilar Pascual), uma menina talentosa e destemida que vive com sua madrinha adotiva, recebe uma bolsa para estudar dança na prestigiada Saint Mary's Academy, uma escola reconhecida pelo departamento de artes cênicas e seus estudantes de elite. Ao chegar lá, Mía entra em conflito com a filha do dono da escola, a garota mais popular e talentosa da Saint Mary's. Com a ajuda de seus dois novos melhores amigos, Mía se prepara para surpreender todos — até mesmo o jogador de basquete e galã da escola, irmão da sua rival!

### 2.ª Temporada
Mía enfrentará momentos difíceis na Saint Mary's Academy, quando suas amizades forem colocadas a prova e for desafiada a manter vivo o seu espírito musical para a última competição, no final do ano escolar. Além disso, a rivalidade com Lupe volta mais forte que nunca. Enquanto isso, sua madrinha adotiva, preocupada com o seu bem-estar, decide que Mía vá para a Espanha, deixando todos os seus amigos para trás. Aceitará Mía abandonar tudo o que mais gosta?

## Elenco, personagens e dublagem
| Ator/Atriz            | Personagem              | 1ª Temporada             | 2ª Temporada             |
| --------------------- | ----------------------- | ------------------------ | ------------------------ |
| Pilar Pascual         | Mía Cáceres             | Protagonista             | Protagonista             |
| José Giménez Zapiola  | Álvaro Paz              | Protagonista             | Protagonista             |
| Santiago Sáez         | Juanma Manuel Portolesi | Protagonista             | Protagonista             |
| Renata Toscano Bruzón | Lupe Achavál            | Antagonista              | Antagonista              |
| Majo Cardozo          | Agustina Goméz          | Coantagonista principal  | Coantagonista principal  |
| Majo Chicar           | Sofía                   | Coantagonista principal  | Coantagonista principal  |
| Paulo Sanchez Lima    | Simón                   | Coprotagonista           | Coprotagonista           |
| Carmela Barsamián     | Zoe Caletián            | Coprotagonista principal | Coprotagonista principal |
| Axel Muñiz            | Gaspar Fontán           | Coprotagonista           | Coprotagonista           |
| Melania Lenoir        | Isabel                  | Participação             | Coprotagonista           |
| Laura Azcurra         | Mercedes Alchával       | Coprotagonista           | Coprotagonista           |
| Gastón Ricaud         | Ramiro Achával          | Coprotagonista           | Coprotagonista           |

| Ator/Atriz           | Personagem              | Dublador(a)           | Sobre |
| -------------------- | ----------------------- | --------------------- | --- |
| Pilar Pascual        | Mía Cáceres             | Bruna Laynes          | Mía tem uma personalidade muito forte e rebelde. Cantar e dançar são as suas maiores paixões. O seu maior sonho é entrar no colégio Saint Mary para participar da oficina Go! - a melhor oficina de canto e dança do país - e está mais que preparada para lutar pelos seus sonhos. Possui uma banda junto com Gaspar, seu melhor amigo. |
| José Giménez Zapiola | Álvaro Paz              | Gustavo Pereira       | É o meio irmão de Lupe e filho de Mercedes. Álvaro é um grande amante dos esportes e, sem dúvidas, a sua maior paixão é o basquete. Ele é o melhor amigo de Martín e Tobías. |
| Renata Toscano       | Lupe Achával            | Ana Helena de Freitas | É filha de Ramiro e Mercedes - os donos do colégio Saint Mary - e irmã de Álvaro. Lupe é a indiscutível rainha do colégio. Ela faz dança clássica desde os 8 anos e está sempre seguindo as tendências de moda. Suas melhores amigas são Agus e Sofí. Ela namora Juanma.                                                                 |
| Santiago Sáez        | Juanma Manuel Portolesi | João Victor Granja    | É o namorado de Lupe. Sonha em ser o capitão do time de basquete e é maior rival de Álvaro. Seus melhores amigos são Nico e Fede. |
| Axel Muñiz           | Gaspar Fontán           | Yan Gesteira          | É o melhor amigo de Mía e possui uma banda junto à ela. |
| Carmela Barsamián    | Zoe Caletián            | Analu Pimenta         | É a melhor amiga de Mía e Simón. Se faz de louca para que as pessoas não a incomodem. Faz de tudo para defender seus amigos. |
| Paulo Sanchez Lima   | Simón                   | Eduardo Drummond      | É um rapaz muito tímido. Melhor amigo de Mía e Zoe, seu maior sonho é entrar na Go!. |
| Majo Cardozo         | Agustina "Agus" Goméz   | Erika Menezes         | É a melhor amiga de Lupe e Sofí. É apaixonada por Martín e faz de tudo para chamar a sua atenção. |
| Majo Chicar          | Sofía (Sofí)            | Jullie                | É a melhor amiga de Lupe e Agus. Sofí é uma viciada em novelas e adora trazer referências a elas em seu dia a dia. Sonha em se tornar líder de torcida. |
| Simón Hempe          | Federico (Fede) Nacas   | João Capelli          | É o melhor amigo de Juanma e Nico. Faz parte do time de basquete do colégio. É apaixonado por Agus, que não dá bola para ele. Gosta de mágica. |
| Daniel Rosado        | Nicolás (Nico) Ferrari  | Matheus Périssé       | É o melhor amigo de Juanma e Fede. Faz parte do time de basquete do colégio. |
| Manuel Ramos         | Tobías Acera            | Hugo Myara            | É o melhor amigo de Álvaro e Martín. Faz parte do time de basquete do colégio. |
| Bautista Lena        | Martín Beltran          | Renan Ribeiro         | É o melhor amigo de Álvaro e Tobías. Faz parte do time de basquete do colégio. Tem uma queda por Martina e não percebe as investidas de Agus, que é apaixonada por ele. |
| Antonella Carabelli  | Olívia Andrade          | Pamella Rodrigues     | É a melhor amiga de Martina. Ela auxilia Ivana na nova turma da oficina Go!. É apaixonada por Álvaro e faz de tudo para chamar a sua atenção. |
| Carolina Domenech    | Lola                    | Hannah Buttel         | Faz parte da equipe das líderes de torcida. Ela gosta de criar novas coreografias. |
| Ana Paula Pérez      | Martina                 | Ana Júlia Coutinho    | É a melhor amiga de Olívia. Faz parte das líderes de torcida do colégio e da oficina Go!. |
| Sofia Morandi        | Nina Canale             | -                     | Uma das alunas da oficina Go!. |
| Agustina Mindlin     | Mara Mucci              | -                     | Uma das alunas da oficina Go!. |

| Ator/Atriz                | Personagem               | Dublador(a)           | Sobre |
| ------------------------- | ------------------------ | --------------------- | --- |
| Laura Azcurra             | Mercedes Taylor-Alchával | Fernanda Baronne      | É casada com Ramiro e mãe de Álvaro e Lupe. Ela é a diretora do colégio Saint Mary. Ela é uma mulher muito exigente.                                                       |
| Gastón Ricaud             | Ramiro Achával           | Marcelo Garcia        | É casado com Mercedes e pai de Lupe. Ele é o dono e fundador do colégio Saint Mary. Ele esconde muitos segredos.                                                           |
| Melania Lenoir            | Isabel Cáceres           | Sylvia Salustti       | É a madrinha de Mía. Melhor amiga da mãe da garota, assumiu a responsabilidade de cuidar dela após a morte de Mariana. Isabel esconde um grande segredo envolvendo Mía.    |
| Nicole Luís               | Ivana                    | Flávia Saddy          | É a professora da oficina Go!. Ela vê em Mía um grande talento e faz de tudo para conseguir com que a menina se destaque.                                                  |
| André Montorfano          | Mauro Moreira            | Clécio Souto          | É o coordenador do Saint Mary e é apaixonado por Glória. |
| Ana Florencia Gutierrez   | Gloria                   | Aline Ghezzi          | É a secretária de Ramiro e não suporta Mercedes. É apaixonada por Mauro.                                                                                                   |
| Gonzalo Revoredo          | Marcelo Villka           | Marcos Souza          | É o treinador do time de basquete. |
| Florencia Benitez         | Florencia                | Miriam Ficher         | É a mãe de Juanma e amiga de Mercedes. Ela é viúva e, mesmo que tenha se passado anos desde a morte de seu marido, ainda não conseguiu se relacionar novamente com alguém. |
| Carlos Daniel Campomenosi | Javier Paz               | Leonardo 'Léo' Rabelo | É o ex-marido de Mercedes e pai de Álvaro. É um homem autoritário que não aceita a paixão do filho pelos esportes e prefere que ele siga uma carreira mais tradicional.    |
| Mayra Machado             | Yosy                     | Sabrina Miragaia      | É a treinadora das líderes de torcida. |
| Samuel Nascimento         | Fabricio                 | Daniel Simões         | É um dos coordenadores da oficina Go!. |
| Josefina de Achával       | Mariana Cáceres          | Marcela Duarte        | É a mãe de Mía e melhor amiga de Isabel. Já faz um tempo que ela faleceu, deixando Mía aos cuidados de Isabel. Era uma grande cantora e dançarina.                         |

 Dublagem Brasileira
Estúdio: Alcatéia Audiovisual
Direção: Marlene Costa, Flávia Saddy e Fernanda Baronne
Tradução: Mariana Assoni e Ana Laura Freire
Direção Musical: Leonardo Guimarães

## Episódios

### Resumo
| Temporada | Temporada | Episódios | Episódios | Originalmente lançado   |
| --------- | --------- | --------- | --------- | ----------------------- |
|           | 1         | 15        | 15        | 22 de fevereiro de 2019 |
|           | 2         | 15        | 15        | 21 de junho de 2019     |

### 1.ª Temporada (2019)
| N.º | Título        | Dirigido por                        | Escrito por                                               | Exibição original       |
| --- | ------------- | ----------------------------------- | --------------------------------------------------------- | ----------------------- |
| 1 | "Episódio 01" | Mauro Scandolari & Estela Cristiani | Sebastián Mellino, Sebastián Parrota & Patricia Maldonado | 22 de fevereiro de 2019 |
| A jovem cantora e dançarina Mía tenta ser admitida na prestigiosa escola de artes cênicas Saint Mary, e a menina mais popular do pedaço implica com ela logo de cara. |               |                                     |                                                           |                         |
| 2 | "Episódio 02" | Mauro Scandolari & Estela Cristiani | Sebastián Mellino, Sebastián Parrota & Patricia Maldonado | 22 de fevereiro de 2019 |
| Sentindo-se triste e rejeitado, Juanma tenta abandonar a escola. A madrinha de Mía a leva à Saint Mary, mas Mercedes não entende por que ela está lá.                 |               |                                     |                                                           |                         |
| 3 | "Episódio 03" | Mauro Scandolari & Estela Cristiani | Sebastián Mellino, Sebastián Parrota & Patricia Maldonado | 22 de fevereiro de 2019 |
| Mía convence Zoe e Simón a fazer os testes para a oficina Go!, Agus pede conselhos românticos a Sofía, e Álvaro suspeita que Juanma esteja jogando mal de propósito.  |               |                                     |                                                           |                         |
| 4 | "Episódio 04" | Mauro Scandolari & Estela Cristiani | Sebastián Mellino, Sebastián Parrota & Patricia Maldonado | 22 de fevereiro de 2019 |
| Lupe tenta usar um vídeo para prejudicar Mía. Juanma faz Álvaro perder o jogo de basquete. Ramiro se lembra da talentosa mãe de Mía.                                  |               |                                     |                                                           |                         |
| 5 | "Episódio 05" | Mauro Scandolari & Estela Cristiani | Sebastián Mellino, Sebastián Parrota & Patricia Maldonado | 22 de fevereiro de 2019 |
| Lupe organiza uma festa de volta às aulas superexclusiva. Mas quando tudo dá errado, é Mía quem salva o dia com música, animação e a ajuda de um velho amigo.         |               |                                     |                                                           |                         |
| 6 | "Episódio 06" | Mauro Scandolari & Estela Cristiani | Sebastián Mellino, Sebastián Parrota & Patricia Maldonado | 22 de fevereiro de 2019 |
| Mía encara um estressante duelo de dança contra Lupe, e logo depois se encontra com Álvaro. Juanma tenta se desculpar por suas atitudes.                              |               |                                     |                                                           |                         |
| 7 | "Episódio 07" | Mauro Scandolari & Estela Cristiani | Sebastián Mellino, Sebastián Parrota & Patricia Maldonado | 22 de fevereiro de 2019 |
| Mercedes tenta consertar as coisas entre Juanma e Lupe. Mía briga com Gaspar por causa da banda e suas notas baixas a deixam encrencada.                              |               |                                     |                                                           |                         |
| 8 | "Episódio 08" | Mauro Scandolari & Estela Cristiani | Sebastián Mellino, Sebastián Parrota & Patricia Maldonado | 22 de fevereiro de 2019 |
| Lupe diz a Mía que elas deveriam ser amigas, Olívia abre o coração para Álvaro e Zoe tem um encontro secreto com Gaspar.                                              |               |                                     |                                                           |                         |
| 9 | "Episódio 09" | Mauro Scandolari & Estela Cristiani | Sebastián Mellino, Sebastián Parrota & Patricia Maldonado | 22 de fevereiro de 2019 |
| Mía fica chateada quando Álvaro conta a Gaspar sobre a bolsa de estudos. Agus tem medo que seu crush secreto descubra sobre seus sentimentos.                         |               |                                     |                                                           |                         |
| 10 | "Episódio 10" | Mauro Scandolari & Estela Cristiani | Sebastián Mellino, Sebastián Parrota & Patricia Maldonado | 22 de fevereiro de 2019 |
| O pai de Álvaro tenta forçá-lo a fazer uma entrevista bem no dia de um jogo de basquete decisivo, mas Mía tem outros planos para ele.                                 |               |                                     |                                                           |                         |
| 11 | "Episódio 11" | Mauro Scandolari & Estela Cristiani | Sebastián Mellino, Sebastián Parrota & Patricia Maldonado | 22 de fevereiro de 2019 |
| Lupe não aceita a escolha de Ivana para solista da Go! e seus pais acabam brigando por causa disso. Juanma tem que lidar com uma lesão.                               |               |                                     |                                                           |                         |
| 12 | "Episódio 12" | Mauro Scandolari & Estela Cristiani | Sebastián Mellino, Sebastián Parrota & Patricia Maldonado | 22 de fevereiro de 2019 |
| Álvaro avisa a Juanma que não machuque sua irmã. Mía fica com ciúmes de Olívia e Gaspar tem medo de não conseguir a sua bolsa de estudos.                             |               |                                     |                                                           |                         |
| 13 | "Episódio 13" | Mauro Scandolari & Estela Cristiani | Sebastián Mellino, Sebastián Parrota & Patricia Maldonado | 22 de fevereiro de 2019 |
| O pai de Álvaro aparece na escola. Lupe faz de tudo para mudar a música do dueto com Zoe. Juanma decide o caminho que quer seguir.                                    |               |                                     |                                                           |                         |
| 14 | "Episódio 14" | Mauro Scandolari & Estela Cristiani | Sebastián Mellino, Sebastián Parrota & Patricia Maldonado | 22 de fevereiro de 2019 |
| Louca de ciúmes de Mía, Lupe tem um chilique logo quando uma importante competição está prestes a começar.                                                            |               |                                     |                                                           |                         |
| 15 | "Episódio 15" | Mauro Scandolari & Estela Cristiani | Sebastián Mellino, Sebastián Parrota & Patricia Maldonado | 22 de fevereiro de 2019 |
| A galera da Go! apresenta seus números musicais em uma competição, e muitas surpresas - boas e ruins - rolam durante as performances.                                 |               |                                     |                                                           |                         |

### 2.ª Temporada (2019)
| N.º | Título        | Dirigido por                        | Escrito por                                               | Exibição original   |
| --- | ------------- | ----------------------------------- | --------------------------------------------------------- | ------------------- |
| 16 | "Episódio 01" | Mauro Scandolari & Estela Cristiani | Sebastián Mellino, Sebastián Parrota & Patricia Maldonado | 21 de junho de 2019 |
| Mía pergunta a Ramiro se rolou alguma coisa entre ele e a mãe dela. Álvaro se preocupa com a troca de escola. Os alunos se despedem de uma professora.            |               |                                     |                                                           |                     |
| 17 | "Episódio 02" | Mauro Scandolari & Estela Cristiani | Sebastián Mellino, Sebastián Parrota & Patricia Maldonado | 21 de junho de 2019 |
| Zoe questiona as atitudes de Lupe. Álvaro e Olívia se aproximam. Mía procura pistas em uma carta de amor.                                                         |               |                                     |                                                           |                     |
| 18 | "Episódio 03" | Mauro Scandolari & Estela Cristiani | Sebastián Mellino, Sebastián Parrota & Patricia Maldonado | 21 de junho de 2019 |
| Mía ajuda Lupe com uns passos de dança antes de Natasha escolher quem vai participar da coreografia em grupo. Álvaro decide o que vai fazer a respeito de Olívia. |               |                                     |                                                           |                     |
| 19 | "Episódio 04" | Mauro Scandolari & Estela Cristiani | Sebastián Mellino, Sebastián Parrota & Patricia Maldonado | 21 de junho de 2019 |
| Com Mía de partida, Álvaro e Juanma ficam arrasados – e Lupe comemora. O namoro de Zoe e Gaspar é revelado.                                                       |               |                                     |                                                           |                     |
| 20 | "Episódio 05" | Mauro Scandolari & Estela Cristiani | Sebastián Mellino, Sebastián Parrota & Patricia Maldonado | 21 de junho de 2019 |
| Os amigos de Mía organizam uma despedida emocionante para ela. Numa sorveteria, Lupe tenta impressionar um famoso produtor musical.                               |               |                                     |                                                           |                     |
| 21 | "Episódio 06" | Mauro Scandolari & Estela Cristiani | Sebastián Mellino, Sebastián Parrota & Patricia Maldonado | 21 de junho de 2019 |
| Quando o produtor musical Charly Martin organiza uma audição para cantores na escola, Lupe tenta sabotar Mía para vencer.                                         |               |                                     |                                                           |                     |
| 22 | "Episódio 07" | Mauro Scandolari & Estela Cristiani | Sebastián Mellino, Sebastián Parrota & Patricia Maldonado | 21 de junho de 2019 |
| O novo instrutor da Go! faz audições para atores. Os problemas pessoais de Mía e Juanma acabam atrapalhando a gravação do dueto deles.                            |               |                                     |                                                           |                     |
| 23 | "Episódio 08" | Mauro Scandolari & Estela Cristiani | Sebastián Mellino, Sebastián Parrota & Patricia Maldonado | 21 de junho de 2019 |
| Ramiro recebe o resultado do exame de DNA. Os sentimentos de Álvaro por Mía ameaçam colocar uma partida de basquete a perder. Lupe continua aprontando.           |               |                                     |                                                           |                     |
| 24 | "Episódio 09" | Mauro Scandolari & Estela Cristiani | Sebastián Mellino, Sebastián Parrota & Patricia Maldonado | 21 de junho de 2019 |
| Álvaro planeja um jantar especial para Mía. Martín quer dar o troco em Tobias. Mercedes faz seu próprio teste de DNA.                                             |               |                                     |                                                           |                     |
| 25 | "Episódio 10" | Mauro Scandolari & Estela Cristiani | Sebastián Mellino, Sebastián Parrota & Patricia Maldonado | 21 de junho de 2019 |
| Lupe tenta arrumar um jeito de tirar Juanma e Mía da competição nacional. Zoe e Simón se questionam sobre sua amizade.                                            |               |                                     |                                                           |                     |
| 26 | "Episódio 11" | Mauro Scandolari & Estela Cristiani | Sebastián Mellino, Sebastián Parrota & Patricia Maldonado | 21 de junho de 2019 |
| Juanma e Mía têm que decidir entre a Go! e suas carreiras profissionais. Ramiro exige respostas de Isabel. Lupe se sente sozinha.                                 |               |                                     |                                                           |                     |
| 27 | "Episódio 12" | Mauro Scandolari & Estela Cristiani | Sebastián Mellino, Sebastián Parrota & Patricia Maldonado | 21 de junho de 2019 |
| Álvaro faz de tudo para convencer Juanma a voltar ao time de basquete. Fede tenta ganhar a confiança de Sofí.                                                     |               |                                     |                                                           |                     |
| 28 | "Episódio 13" | Mauro Scandolari & Estela Cristiani | Sebastián Mellino, Sebastián Parrota & Patricia Maldonado | 21 de junho de 2019 |
| Lupe recebe uma ajuda inesperada ao descobrir que seus pais estão se separando. Mía não consegue decidir se fica com Álvaro ou Juanma.                            |               |                                     |                                                           |                     |
| 29 | "Episódio 14" | Mauro Scandolari & Estela Cristiani | Sebastián Mellino, Sebastián Parrota & Patricia Maldonado | 21 de junho de 2019 |
| Mía toma uma grande decisão, Lupe faz uma descoberta chocante. Simón tem problemas com a música de equipe logo antes da competição nacional.                      |               |                                     |                                                           |                     |
| 30 | "Episódio 15" | Mauro Scandolari & Estela Cristiani | Sebastián Mellino, Sebastián Parrota & Patricia Maldonado | 21 de junho de 2019 |
| Na competição nacional, os cantores e cantoras da Go! enfrentam rivais inesperados. Mía, Lupe e Álvaro tentam se ajustar à nova realidade.                        |               |                                     |                                                           |                     |

## Produção

### Desenvolvimento
Em novembro de 2017, foi anunciado que a Netflix estava trabalhando em uma série musical infantojuvenil intitulada Go! Vive a tu manera, que contaria a história de uma adolescente que recebe uma bolsa de estudos em uma prestigiada academia de dança, onde deve se adaptar a esse novo ambiente. Por sua vez, foi relatado que a série seria produzida pela Kuarzo Entertainment Argentina e Onceloops, que acrescentaria Sebastián Mellino ao projeto como criador e diretor, Patricia Maldonado e Sebastián Parrotta como responsáveis pelo roteiro, e Martín Kweller, Víctor Tevah e Nicolás Mellino como produtores. Em janeiro de 2019, foi anunciado que a série seria lançada em 22 de fevereiro do mesmo ano e que teria 15 episódios.

### Seleção do elenco
Em janeiro de 2018, as produtoras iniciaram a fase de escalação para buscar jovens entre 16 e 21 anos que tenham habilidade para atuar, cantar e dançar.[9] Finalmente, em dezembro do mesmo ano, foi confirmado que o elenco principal seria composto por Pilar Pascual, Renata Toscano, José Giménez Zapiola, Santiago Sáez, Carmela Barsamián, Paulo Sánchez Lima, María José Chicar, Laura Azcurra, Gastón Ricaud, María José Cardozo e Axel Muñiz.

### Filmagens
As gravações começaram em setembro de 2018.

## Lançamento
Em 20 de dezembro de 2018, foram divulgadas as primeiras imagens oficiais. O primeiro teaser foi lançado em 14 de janeiro de 2019 e o trailer em 31 de janeiro de 2019. A série foi lançada em 22 de fevereiro de 2019, na Netflix.

## Estreia televisiva em Portugal
Em 11 de fevereiro de 2023, a série estreou pela primeira vez na televisão portuguesa no canal Biggs na versão dobrada feita pelos estúdios Audio In, enquanto que a dobragem portuguesa desta série na Netflix foi feita pelos estúdios Buggin Media.

## Spin-off
No dia 15 de outubro de 2019, foi anunciando um especial de verão, em formato de filme, intitulado Go! La fiesta inolvidable. O trailer foi lançado em 01 de novembro de 2019. A estreia do especial ocorreu em 15 de novembro de 2019.

## Músicas

### Trilha sonora
| Ano  | Detalhes                                                                                     | Lançamento Mundial      |
| ---- | -------------------------------------------------------------------------------------------- | ----------------------- |
| 2019 | Go! Vive a Tu Manera (EP) - Formato: download digital - Gravadora: Warner Music Argentina    | 18 de janeiro de 2019   |
| 2019 | Go! Vive a Tu Manera (álbum) - Formato: download digital - Gravadora: Warner Music Argentina | 22 de fevereiro de 2019 |
| 2019 | Go! Vive a Tu Manera (álbum) - Formato: download digital - Gravadora: Warner Music Argentina | 22 de fevereiro de 2019 |
| 2019 | No Tengo Miedo de Amar - Formato: download digital - Gravadora: Warner Music Argentina       | 21 de junho de 2019     |
| 2019 | Não Tenho Medo de Amar - Formato: download digital - Gravadora: Warner Music Argentina       | 21 de junho de 2019     |

### Videoclipes
Todos os videoclipes são disponibilizados no canal oficial da série.
| Música                                    | Intérprete(s) | Lançamento              |
| 1.ª temporada                             | 1.ª temporada | 1.ª temporada           |
| ----------------------------------------- | --- | ----------------------- |
| "Tonight"                                 | • Pilar Pascual • Axel Muñiz | 14 de janeiro de 2019   |
| "Just Feel It"                            | • Pilar Pascual | 18 de janeiro de 2019   |
| "Go! Go! Go!"                             | • Renata Toscano Bruzón | 01 de fevereiro de 2019 |
| "Você é Demais"                           | • Carmela Barsamián • Paulo Sánchez Lima | 05 de fevereiro de 2019 |
| "Você é Demais (acústico)"                | • Antonella Carabelli • Paulo Sánchez Lima | 08 de fevereiro de 2019 |
| "Just Feel It (trap)"                     | • Pilar Pascual | 12 de fevereiro de 2019 |
| "Pase Lo Que Pase"                        | • Pilar Pascual | 23 de fevereiro de 2019 |
| "Ya No Más"                               | • Santiago Saez | 24 de fevereiro de 2019 |
| "Hoy Se Encuentran a Las Tres"            | • José Giménez Zapiola • Santiago Saez | 25 de fevereiro de 2019 |
| "Somos Uno"                               | • Pilar Pascual • Renata Toscano • Carmela Barsamián • Paulo Sánchez Lima • Majo Cardozo • Majo Chicar • Carolina Domenech • Ana Paula Pérez • Sofia Morandi • Agustina Mindlin                                                                                           | 26 de fevereiro de 2019 |
| "See You"                                 | • Renata Toscano Bruzón • Pilar Pascual | 26 de fevereiro de 2019 |
| "Llegó La Hora"                           | • Renata Toscano • Majo Cardozo • Carolina Domenech • Ana Paula Pérez | 28 de fevereiro de 2019 |
| "Si Te Atreves a Soñar"                   | • Pliar Pascual • Josefina de Achavál | 04 de março de 2019     |
| "Go! Go! Go! (Cups)"                      | • Pilar Pascual | 06 de março de 2019     |
| "Somos Uno (acústico)"                    | • José Giménez Zapiola • Axel Muñiz • Ana Paula Pérez • Daniel Rosado • Majo Cardozo • Paulo Sánchez Lima | 08 de março de 2019     |
| "See You (acústico)"                      | • Pilar Pascual • José Giménez Zapiola | 08 de março de 2019     |
| "Si Te Atreves a Soñar"                   | • Pliar Pascual | 11 de março de 2019     |
| "Ya No Más (acústico)"                    | • Ana Paula Pérez • Daniel Rosado | 12 de março de 2019     |
| "Mashup"                                  | • Renata Toscano Bruzón • Pilar Pascual | 14 de março de 2019     |
| 2.ª temporada                             | |                         |
| "Voy a Creer (Versión Extendida)"         | • José Giménez Zapiola | 26 de junho de 2019     |
| "Yo Soy Quién Soy"                        | • Pilar Pascual | 29 de junho de 2019     |
| "No Tú No"                                | • Renata Toscano • Majo Cardozo • Majo Chicar | 01 de julho de 2019     |
| "No Tengo Miedo de Amar"                  | • Pilar Pascual • José Giménez Zapiola • Renata Toscano • Santiago Saez • Paulo Sanchez Lima • Carmela Barsamián • Majo Cardozo • Majo Chicar • Simón Hempe • Nico Rosado • Caro Domenech • Ana Paula Perez • Agustina Mindlin • Sofi Morandi                             | 04 de julho de 2019     |
| "Siempre Van a Hablar"                    | • Pilar Pascual • Majo Chicar | 07 de julho de 2019     |
| "Ya No Más (Nueva Versión)"               | • Pilar Pascual • Santiago Saez | 09 de julho de 2019     |
| "Llegó La Hora (Nueva Versión)"           | • Renata Toscano • Majo Cardozo • Caro Domenech • Ana Paula Pérez | 11 de julho de 2019     |
| "Don't Give Up"                           | • Axel Muñiz • Chiara Copani | 16 de julho de 2019     |
| "No Tú No (Videoclipe Extra)"             | • Renata Toscano • Majo Cardozo • Majo Chicar | 18 de julho de 2019     |
| "Mashup Go"                               | • Pilar Pascual • José Giménez Zapiola • Renata Toscano • Santiago Saez • Paulo Sanchez Lima • Carmela Barsamián • Majo Cardozo • Majo Chicar • Simón Hempe • Nico Rosado •Manu Ramos • Bautista Lena • Caro Domenech • Ana Paula Perez • Agustina Mindlin • Sofi Morandi | 22 de julho de 2019     |
| "Siempre Van a Hablar"                    | • Pilar Pascual • José Giménez Zapiola • Renata Toscano • Santiago Saez • Paulo Sanchez Lima • Carmela Barsamián • Majo Cardozo • Majo Chicar • Simón Hempe • Nico Rosado • Caro Domenech • Ana Paula Perez • Agustina Mindlin • Sofi Morandi                             | 24 de julho de 2019     |
| "Voy a Creer"                             | • José Giménez Zapiola | 26 de julho de 2019     |
| "Voy a Creer (acústico)"                  | • Renata Toscano • Santiago Saez | 31 de julho de 2019     |
| "Hoy Se Encuentran a Las Tres (acústico)" | • Majo Chicar • Simón Hempe | 05 de agosto de 2019    |
| "Ven Junto a Mí"                          | • Pilar Pascual • José Giménez Zapiola | 09 de agosto de 2019    |
| "Si No Es Ahora Cuando"                   | • José Giménez Zapiola • Santiago Saez • Paulo Sanchez Lima • Simón Hempe • Nico Rosado | 16 de agosto de 2019    |
| "No Tú No (acústico)"                     | • Caro Domenech | 19 de agosto de 2019    |
| "Don't Give Up (acústico)"                | • Simón Hempe • Nico Rosado | 23 de agosto de 2019    |

## Apresentações
Go! En Vivo é o primeiro show ao vivo do elenco. O evento foi iniciado em 20 de julho de 2019, em Buenos Aires, no Teatro Ópera. No total, foram 12 shows.

## Prêmios e indicações
| Ano  | Prêmio                     | Categoria                  | Nomeado(s)                                                                               | Resultado |        |
| ---- | -------------------------- | -------------------------- | ---------------------------------------------------------------------------------------- | --------- | ------ |
| 2019 | Kids' Choice Awards México | Show Favorito              | Go! Vive a tu manera                                                                     | Indicado  | [ 21 ] |
| 2019 | Produ Awards               | Melhr Série Infantojuvenil | Go! Vive a tu manera                                                                     | Venceu    | [ 22 ] |
| 2019 | Produ Awards               | Melhor Compositor Musical  | Sebastián Mellino, Pablo Correa, Ariela Lafuente, Alejandro Vergara y Antonella Marcello | Indicado  | [ 22 ] |